# Voyeur (grupo de teatro)
Voyeur es un grupo de teatro independiente que desarrolla su actividad en Santa Cruz de la Sierra, Bolivia.

## Trayectoria
Fundado en marzo de 2012, en las aulas del Colegio Don Bosco por Rosa Valeria Barrios, Alejandra Rea, Sarela Soria, Bryan Camacho, Giovanne Hidalgo y Gianluca Andrade, el grupo fue impulsado y dirigido por Jorge Calero. Años más tarde se integraron los actores Ramber Grageda, Alejandra Grageda y Gonzalo Michel.

### Festivales
Los festivales donde el grupo ha participado:
- Festival del Premio Nacional Peter Travesí, Cochabamba 2017 con la obra Coto Colorao[4]
- Apertura del XII Festival Internacional de Teatro de Santa Cruz (FITCRUZ) 2019 con la obra Sierra Quiabó[5]
- FESTA (Festival de Teatro Alternativo) en Bogotá, Colombia, organizado por la Corporación Colombiana de Teatro 2018 con la obra Coto Colorao[6]
- XXX Temporales Teatrales de Puerto Montt, Chile 2019 con la obra Coto Colorao[7]
- XXX Temporales Internacionales de Teatro Ancud, Chile 2019 con la obra Coto Colorao[8]
- Nevadas Internacionales de Teatro San Carlos de Bariloche, Argentina 2019 con la obra Coto Colorao[9]
- Festival América Do Soul Pantanal, Brasil 2019 con la obra Sierra Quiabó[10]

## Características
El grupo de teatro Voyeur ha realizado 9 espectáculos teatrales desde una dramaturgia propia, partiendo de las tradiciones de su país, cuestionando e investigando la realidad de manera colectiva, y desarrollando propuestas escénicas dinámicas, que median entre el humor y la ironía. Sus propuestas se pueden adaptar a distintos espacios físicos, probar y mezclar géneros, buscando que sean sustentados desde la poesía y el humor.

## Principales obras representadas
- La tragedia de la reina Clitemnestra (2012-2013)
- Puerta del cielo (2014)[12]
- Coto Colorao (2015)[13]
- Ovidio, te amo (2016)[14]
- …que sea varoncito (2016)[15]
- Torta para tres (2017)[16]
- El Canto de la Selva (2017)
- Lagrimas de cocodrila (2019)[17]
- Sierra Quiabó (2019)[18]